# プロダクションアイムズ
株式会社プロダクションアイムズ（英: Production IMS Co.,Ltd.）は、かつて存在した日本のアニメ制作会社。

## 歴史
AICで『そらのおとしものシリーズ』『僕は友達が少ないシリーズ』『デート・ア・ライブ』『俺の妹がこんなに可愛いわけがない』などのプロデューサーを務めた松嵜義之や黄樹弐悠、そしてAIC Spiritsのスタッフらが中心となり、2013年2月14日に設立した。
2013年の『ムシブギョー』や『ファンタジスタドール』など他社の下請制作を経て、2014年に放送された『いなり、こんこん、恋いろは。』で初の元請制作を担当する。
しかし売り上げが伸び悩み、制作費用や下請け業者への支払いがかさむなどして資金繰りが悪化し、2017年12月には第2スタジオ（光が丘スタジオ・東京都練馬区高松5丁目11番26号 光が丘MKビル704）を引き払い本社（中村橋スタジオ）に集約するなどリストラも進めていったものの限界に達し、2018年6月7日付で弁護士に債務整理を一任することを決定した。同年9月21日に東京地方裁判所へ破産を申請し、同年10月3日に東京地方裁判所から破産手続開始決定を受けた。負債総額は約2億5000万円。2020年9月23日に法人格が消滅した。

## 作品

### テレビアニメ
| 開始年 | 放送期間    | タイトル                                                 | 監督                      | アニメーション プロデューサー |
| ------ | ----------- | -------------------------------------------------------- | ------------------------- | ----------------------------- |
| 2014年 | 1月 - 3月   | いなり、こんこん、恋いろは。                             | 高橋亨                    | 長野敏之 黄樹弐悠             |
| 2014年 | 4月 - 6月   | デート・ア・ライブII                                     | 元永慶太郎                | 黄樹弐悠                      |
| 2014年 | 10月 - 12月 | 俺、ツインテールになります。                             | 神戸洋行                  | 黄樹弐悠                      |
| 2015年 | 1月 - 3月   | 新妹魔王の契約者                                         | 斎藤久                    | 黄樹弐悠                      |
| 2015年 | 7月 - 9月   | 城下町のダンデライオン                                   | 秋田谷典昭                | 鵜飼浩史                      |
| 2015年 | 10月 - 12月 | 新妹魔王の契約者 BURST                                   | 斎藤久                    | 黄樹弐悠                      |
| 2016年 | 1月 - 3月   | アクティヴレイド -機動強襲室第八係-                      | 谷口悟朗（総） 秋田谷典昭 | 黄樹弐悠                      |
| 2016年 | 4月 - 6月   | ハンドレッド                                             | 小林智樹                  | 黄樹弐悠 渡辺秀信             |
| 2016年 | 4月 - 6月   | ハイスクール・フリート                                   | 信田ユウ                  | 加藤晋一朗 沼田広             |
| 2016年 | 7月 - 9月   | アクティヴレイド -機動強襲室第八係- 2nd                  | 谷口悟朗（総） 秋田谷典昭 | 黄樹弐悠                      |
| 2016年 | 7月 - 9月   | 魔装学園H×H                                              | 古川博之                  | 淡野直人                      |
| 2018年 | 1月         | サクラノチカイ〜まろに☆え〜る 東の飛鳥 下野市をえーる!〜 | サトウ光敏                | 吉田勝 工藤博                 |
| 2018年 | 1月 - 3月   | たくのみ。                                               | 小林智樹                  | 黄樹弐悠                      |

### 劇場アニメ
| 公開年 | タイトル                                      | 監督       | アニメーション プロデューサー |
| ------ | --------------------------------------------- | ---------- | ----------------------------- |
| 2014年 | そらのおとしもの Final 永遠の私の鳥籠         | 斎藤久     | 黄樹弐悠                      |
| 2015年 | 劇場版デート・ア・ライブ 万由里ジャッジメント | 元永慶太郎 | 沼田広                        |

### OVA
| 発売年 | タイトル                    | 監督     | アニメーション プロデューサー |
| ------ | --------------------------- | -------- | ----------------------------- |
| 2017年 | ハイスクール・フリート      | 信田ユウ | 青木零一                      |
| 2018年 | 新妹魔王の契約者 DEPARTURES | 斎藤久   | 黄樹弐悠                      |

### ライトノベル
- キャノン・フィストはひとりぼっち（ビジュアル協力[12]、作：深見真、イラスト：湘南るいず）

### 制作協力
| 年     | タイトル                            | 制作元請                       |
| ------ | ----------------------------------- | ------------------------------ |
| 2013年 | ムシブギョー                        | セブン・アークス・ピクチャーズ |
| 2014年 | トリニティセブン                    | セブン・アークス・ピクチャーズ |
| 2015年 | To LOVEる -とらぶる- ダークネス 2nd | XEBEC                          |
| 2016年 | 競女!!!!!!!!                        | XEBEC                          |
| 2016年 | ドリフェス!                         | バンダイナムコピクチャーズ     |
| 2017年 | BanG Dream!                         | ISSEN×XEBEC                    |
| 2017年 | カードファイト!! ヴァンガードG NEXT | OLM                            |
| 2017年 | クロックワーク・プラネット          | XEBEC                          |
| 2017年 | 時間の支配者                        | project No.9                   |
| 2017年 | ひとりじめマイヒーロー              | エンカレッジフィルムズ         |
| 2017年 | 戦刻ナイトブラッド                  | 颱風グラフィックス             |

## 関連人物

### アニメーター・演出家
- 神戸洋行
- 斎藤久
- 小林真平
- 沖田宮奈
- 沈宏

- 森前和也
- 今井雅美
- 萩尾圭太
- 村上朋輝

### 制作
- 松嵜義之
- 黄樹弐悠

- 大崎正美
- 淡野直人